# داریو کونکا
داریو کونکا (انگلیسی: Darío Conca؛ زادهٔ ۱۱ مهٔ ۱۹۸۳) بازیکن فوتبال اهل آرژانتین است.
از باشگاه‌هایی که در آن بازی کرده‌است می‌توان به باشگاه فوتبال فلومیننزه، باشگاه ورزشی واسکو دوگاما، باشگاه فوتبال فلامینگو، باشگاه فوتبال روساریو سنترال، باشگاه فوتبال ریور پلاته، باشگاه فوتبال شانگهای پورت، و باشگاه فوتبال گوانگ‌ژو اشاره کرد.
وی همچنین در تیم ملی فوتبال زیر ۲۰ سال آرژانتین بازی کرده‌است.